# Pandi (kommun)
Pandi är en kommun i Colombia.   Den ligger i departementet Cundinamarca, i den centrala delen av landet, 70 km sydväst om huvudstaden Bogotá. Antalet invånare är 5 468.